# گمینا موسکوژو
گمینا موسکوژو (به لهستانی:  Gmina Moskorzew) یک گمینا در لهستان است که در شهرستان وووشچووا واقع شده‌است. گمینا موسکوژو ۷۱٫۲۹ کیلومتر مربع مساحت و ۲٬۹۳۰ نفر جمعیت دارد.